# Alan Dale George
Alan Dale George, da University of Florida, Gainesville, FL, foi nomeado Fellow do Institute of Electrical and Electronics Engineers (IEEE) em 2013 por suas contribuições para a computação reconfigurável e de alto desempenho.